# Franco Uncini
Franco Uncini (Civitanova Marche, 9 marzo 1955) è un pilota motociclistico italiano ritiratosi dall'attività agonistica, vincitore del campionato del mondo della classe 500 nel 1982.

## Carriera

### Gli inizi
Dopo aver trascorso la maggior parte della sua gioventù a Recanati, Uncini mosse i suoi primi passi nel motociclismo nella classe 750, prima con una Laverda 750 SFC, vincendo la Coppa Campidoglio del 1974 sul Circuito di Vallelunga, e poi passa a correre con la Ducati. Il suo esordio nel motomondiale avvenne nel 1976 con la Yamaha, con cui gareggiò quattro volte in 350 ed altrettante in 250, facendosi notare con un piazzamento nel Gran Premio di Spagna.

### Motomondiale
Nel 1977 continuò a correre nelle due classi ma passò alla Harley Davidson, con cui vinse due gare nella quarto di litro (il Gran Premio delle Nazioni ed il Gran Premio di Cecoslovacchia) di cui divenne vicecampione del mondo alle spalle di Mario Lega. Il pessimo rapporto che lo legava al compagno di squadra Walter Villa lo convinse comunque a tornare in Yamaha.
Con la scuderia giapponese corse ancora in 350 e 250, ottenendo però risultati discontinui e nemmeno una vittoria. Nel 1979, anno in cui acquistò una Suzuki, creò un suo team privato e corse nella classe 500 e nel campionato Italiano con risultati positivi: per due anni fu infatti il migliore tra i piloti privati (5º nel 1979, 4º nel 1980). Molti pensarono che fosse arrivato il momento di affidargli una moto ufficiale, ma i massimi dirigenti della Suzuki sostennero in un primo momento che Uncini fosse troppo esile per guidare una 500 quattro cilindri. Secca, ed un po' scocciata, fu la risposta del marchigiano a queste insinuazioni: "La moto deve essere guidata, non spezzata in due".

### Il titolo del 1982
Una serie di infortuni e cadute gli impedirono di difendersi al meglio nella stagione 1981, ma la partenza verso la Honda del campione Marco Lucchinelli fece in modo che la Suzuki lo scegliesse come pilota di punta; Uncini ripagò tale fiducia vincendo il campionato del mondo nel 1982 con cinque vittorie (in Austria, Paesi Bassi, Jugoslavia, Gran Bretagna e nel Gran Premio delle Nazioni) e 103 punti in classifica generale: per trovare un altro successo italiano nella classe regina occorse aspettare il 2001, anno del trionfo di Valentino Rossi.

### L'infortunio
Nella stagione successiva, durante il Gran Premio d'Olanda, Uncini cadde in mezzo alla pista e mentre cercava di mettersi in salvo fu investito dal sopraggiungente Wayne Gardner; nell'impatto perse il casco e cadde esanime al suolo. Trasportato all'ospedale di Groninga in stato comatoso, con gravi lesioni a livello cranico (nonché alcune costole rotte e un ematoma tra cuore e polmone), si riprese con una certa rapidità, venendone dimesso dopo dieci giorni; dopo un ulteriore periodo di degenza in Italia, si ristabilì completamente e disputò altre due stagioni, senza però più ottenere i brillanti risultati avuti in precedenza. Si ritirò dall'agonismo nel 1985.

### Dopo il ritiro
È stato Team Manager Ducati Corse nel Campionato mondiale Superbike nel 1991, anno in cui Doug Polen vinse il titolo.
È rimasto nell'impianto organizzativo del motomondiale, dove dal 1992 si occupa di sicurezza. Dal 1993 ha svolto la funzione di delegato dei piloti per la sicurezza per conto della IRTA (associazione delle squadre), mentre dal 2013 viene nominato Responsabile della Sicurezza dei Gran Premi per conto della FIM.

## Risultati nel motomondiale

### Classe 250
| 1976 | Classe | Moto   |   |    |   |   |  |    |    |   |   |   |   |   |  |  | Punti | Pos. |
| ---- | ------ | ------ | - | -- | - | - |  | -- | -- | - | - | - | - | - |  |  | ----- | ---- |
| 1976 | 250    | Yamaha | - | NE | - | - |  | 10 | 18 | - | - | - | - | 6 |  |  | 6     | 21º  |

| 1977 | Classe | Moto                  |     |    |   |   |    |     |     |   |   |     |   |   |   |  | Punti | Pos. |
| ---- | ------ | --------------------- | --- | -- | - | - | -- | --- | --- | - | - | --- | - | - | - |  | ----- | ---- |
| 1977 | 250    | Bimota-HD e Bakker-HD | Rit | NE | 3 | 1 | 13 | Rit | Rit | 2 | 7 | Rit | 4 | 1 | 4 |  | 72    | 2º   |

| 1978 | Classe | Moto   |     |   |    |    |   |   |   |     |   |   |   |   |   |  | Punti | Pos. |
| ---- | ------ | ------ | --- | - | -- | -- | - | - | - | --- | - | - | - | - | - |  | ----- | ---- |
| 1978 | 250    | Yamaha | Rit | 3 | NE | 11 | 3 | 4 | 2 | Rit | - | - | - | 9 | - |  | 42    | 8º   |

| Legenda | 1º posto        | 2º posto            | 3º posto            | A punti      | Senza punti        | Grassetto – Pole position Corsivo – Giro più veloce |
| Legenda | Gara non valida | Non qual./Non part. | Ritirato/Non class. | Squalificato | '-' Dato non disp. | Grassetto – Pole position Corsivo – Giro più veloce |

### Classe 350
| 1976 | Classe | Moto   |   |    |   |   |  |   |    |    |   |   |   |   |  |  | Punti | Pos. |
| ---- | ------ | ------ | - | -- | - | - |  | - | -- | -- | - | - | - | - |  |  | ----- | ---- |
| 1976 | 350    | Yamaha | - | 14 | 2 | - |  | 6 | NE | NE | - | - | - | 3 |  |  | 27    | 10º  |

| 1977 | Classe | Moto            |     |    |    |   |     |    |   |   |    |    |     |     |   |  | Punti | Pos. |
| ---- | ------ | --------------- | --- | -- | -- | - | --- | -- | - | - | -- | -- | --- | --- | - |  | ----- | ---- |
| 1977 | 350    | Harley-Davidson | Rit | AN | 16 | 6 | Rit | NP | - | 5 | NE | NQ | Rit | Rit | - |  | 11    | 20º  |

| 1978 | Classe | Moto   |     |    |   |     |   |    |    |     |   |   |   |   |   |  | Punti | Pos. |
| ---- | ------ | ------ | --- | -- | - | --- | - | -- | -- | --- | - | - | - | - | - |  | ----- | ---- |
| 1978 | 350    | Yamaha | Rit | NE | 2 | Rit | 5 | 10 | NE | Rit | - | - | - | - | - |  | 19    | 12º  |

| 1979 | Classe | Moto   |     |   |   |   |   |   |   |    |    |   |   |   |   |  | Punti | Pos. |
| ---- | ------ | ------ | --- | - | - | - | - | - | - | -- | -- | - | - | - | - |  | ----- | ---- |
| 1979 | 350    | Yamaha | Rit | - | - | - | - | - | - | NE | NE | - | - | - | - |  | 0     |      |

| Legenda | 1º posto        | 2º posto            | 3º posto            | A punti      | Senza punti        | Grassetto – Pole position Corsivo – Giro più veloce |
| Legenda | Gara non valida | Non qual./Non part. | Ritirato/Non class. | Squalificato | '-' Dato non disp. | Grassetto – Pole position Corsivo – Giro più veloce |

### Classe 500
| 1979 | Classe | Moto   |   |   |   |     |   |   |   |    |     |     |   |    |   |  | Punti | Pos. |
| ---- | ------ | ------ | - | - | - | --- | - | - | - | -- | --- | --- | - | -- | - |  | ----- | ---- |
| 1979 | 500    | Suzuki | 4 | 6 | 6 | Rit | 5 | 3 | 6 | NP | Rit | Rit | 7 | NE | 4 |  | 51    | 5º   |

| 1980 | Classe | Moto   |   |   |     |    |   |   |   |   |    |   |  |  |  |  | Punti | Pos. |
| ---- | ------ | ------ | - | - | --- | -- | - | - | - | - | -- | - |  |  |  |  | ----- | ---- |
| 1980 | 500    | Suzuki | 2 | 7 | Rit | NE | 3 | 6 | 3 | 6 | NE | 7 |  |  |  |  | 50    | 4º   |

| 1981 | Classe | Moto   |    |   |    |   |     |    |     |     |     |     |    |     |   |    | Punti | Pos. |
| ---- | ------ | ------ | -- | - | -- | - | --- | -- | --- | --- | --- | --- | -- | --- | - | -- | ----- | ---- |
| 1981 | 500    | Suzuki | NE | 7 | 10 | 8 | Rit | NE | Rit | Rit | Rit | Rit | 16 | Rit | 7 | NE | 12    | 13º  |

| 1982 | Classe | Moto   |   |   |        |   |   |   |   |   |   |     |    |    |     |     | Punti | Pos. |
| ---- | ------ | ------ | - | - | ------ | - | - | - | - | - | - | --- | -- | -- | --- | --- | ----- | ---- |
| 1982 | 500    | Suzuki | 4 | 1 | [ 16 ] | 3 | 1 | 1 | 3 | 1 | 1 | Rit | NE | NE | Rit | Rit | 103   | 1º   |

| 1983 | Classe | Moto   |   |     |   |   |   |   |     |     |  |  |  |  |  |  | Punti | Pos. |
| ---- | ------ | ------ | - | --- | - | - | - | - | --- | --- |  |  |  |  |  |  | ----- | ---- |
| 1983 | 500    | Suzuki | 6 | Rit | 4 | 5 | 5 | 5 | Rit | Rit |  |  |  |  |  |  | 31    | 8º   |

| 1984 | Classe | Moto   |     |   |     |    |   |    |  |    |  |    |     |   |  |  | Punti | Pos. |
| ---- | ------ | ------ | --- | - | --- | -- | - | -- |  | -- |  | -- | --- | - |  |  | ----- | ---- |
| 1984 | 500    | Suzuki | Rit | 5 | Rit | 11 | 6 | NP |  | NQ |  | 11 | Rit | 8 |  |  | 14    | 14º  |

| 1985 | Classe | Moto   |    |    |     |   |    |     |    |    |    |    |     |   |  |  | Punti | Pos. |
| ---- | ------ | ------ | -- | -- | --- | - | -- | --- | -- | -- | -- | -- | --- | - |  |  | ----- | ---- |
| 1985 | 500    | Suzuki | 11 | NP | Rit | 8 | 13 | Rit | 13 | 13 | 12 | 18 | Rit | 6 |  |  | 8     | 15º  |

| Legenda | 1º posto        | 2º posto            | 3º posto            | A punti      | Senza punti        | Grassetto – Pole position Corsivo – Giro più veloce |
| Legenda | Gara non valida | Non qual./Non part. | Ritirato/Non class. | Squalificato | '-' Dato non disp. | Grassetto – Pole position Corsivo – Giro più veloce |